# Црква Светог Николе у Грачаници
Црква Светог Николе у Грачаници по предању саграђена је 1534. године. Обнављана је више пута 1754, 1814. године под управом јереја Јоке Поповића, а 1896. под управом протојереја Петра Поповића, у близини Гацка. Црква представља непокретни културно-историјски споменик Републике Српске.
Око цркве се налази средњовјековно гробље па се претпоставља да је подигнута на темељима још старије цркве. Археолошка истраживања нису доведена до краја па ни ова претпоставка није још научно потврђена.